# الانتحار في كندا
تبلغ حالات الانتحار في كندا حوالي 3500 حالة سنويا، أي أقل بقليل عن أرقام الوفيات بسبب سرطان القولون والثدي.
الانتحار هو السبب السابع الأكثر شيوعا بين الذكور الكنديين، والمرتبة العاشرة لدى الجنسين مجتمعين. وفقا لتانيا نافانيلان عن إحصائيات كندا، ففي الفترة 1950-2009، فاق معدل انتحار الذكور ثلاث مرات عما هو لدى الإناث، ويعد معدل انتحار الذكور في كندا مرتفعا جدا. وفي جميع المراحل الزمنية، وعلى مدى السنوات ال60 الماضية، كانت معدلات انتحار الذكور أعلى بكثير من حالات الانتحار لدى الإناث.
خلال الفترة الممتدة منسنة 1999 إلى 2003، قدر أن حالات الانتحار في صفوف الذكور بإقليم نونافوت والذين تتراوح أعمارهم بين 15 و19 سنة، تجاوزت 800 حالة لكل 100 ألف نسمة.

## معدلات الانتحار حسب السنوات
كانت معدلات الانتحار في كندا ثابتة إلى حد ما منذ عقد العشرينيات من القرن الماضي، حيث بلغ معدلها السنوي حوالي 20 لدى الذكور و5 لدى الإناث بالنسبة لكل 100 ألف من السكان، أما أدنى المعدلات فقد سجلت 14 حالة لدى الذكور سنة 1944، وأربع حالات لدى الإناث سنتي 1925 و1963، فيما أعلاها تم تسجيله سنتي 1977 و1982 لدى الذكور بمعدل 27 حالة انتحار و10 حالات لدى الإناث سنة 1973 كأعلى معدل. وخلال العقد الأول من القرن الواحد والعشرين، احتلت كندا المرتبة الــ34 بين 107 بلدا صنفوا كأعلى الدول تسجيلا لحالات الانتحار.

## ديموغرافيا وجغرافيا
كان معدل الانتحار في كندا — الوفيات الناجمة عن الإيذاء المتعمد للنفس مقسوما على مجموع الوفيات بمختلف الأسباب — متوسطا خلال الفترة الممتدة من سنة 2000 إلى سنة 2007 لدى كلا الجنسين، وقد سجل أعلى معدل في الإقليم الشمالي لنونافوت ، وأعلى في جميع أنحاء كندا في صفوف من تتراوح أعمارهم بين 43 و49 عاما.

### حسب الجنس
يكون للذكور الكنديين على أعتاب إنهاء حياتهم منتحرين خلال مرحلتين من عمرهم، في أواخر الأربعين وبعد سن التسعين من العمر. أما الكنديات فإن قربهن من الوفاة بالانتحار يكون خلال أوائل الخمسينيات من أعمارهن.

### حسب الإقليم
معدل كندا الإقليمي 71.0 المسجل في بونافوت، سيضع هذا الإقليم في المرتبة الثانية عالميا في حالة إن كان بلدا مستقلا.
مع حدوث 86.5 حالة انتحار لكل 100 ألف نسمة خلال سنة 2008، تجاوزت المعدلات المسجلة لدى الذكور قوق سن ال74 في روسيا بثلاث مرات ماهو مسجل لدى الذكور الكنديين من نفس الفئة العمرية، غير أن معدل حالات الانتحار لدى الذكور من مختلف الأعمار بإقليم بونافوت تجاوز نظيره المسجل لدى الروس المسنين بنسبة 30 في المئة. خلال الفترة الممتدة بين عامي 2000 و2007، كان هناك مابين 13 و25 حالة انتحار لذكر في إقليم بونافوت، وهو مايمثل مابين 16 في المئة و30 في المئة من إجمالي الوفيات السنوية.

### حسب الفئة العمرية
في أوساط الكنديين الذين تتراوح أعمارهم بين 15 و24 سنة، احتل الانتحار المرتبة الثانية من بين أكثر الأسباب الأكثر شيوعا للوفاة خلال الفترة (2003-2007)، وهو مايمثل خمس عدد الوفيات الإجمالي. أما من تتراوح أعمارهم ما بين 45 و54 سنة، فإنهم احتلوا المرتبة الرابعة خلال الفترة ذاتها، بنسبة 6 بالمائة من مجموع الوفيات.

## الانتحار و جائحة كورونا
أدى ظهور وباء كورونا في كندا أفكارًا إلى أفكار متزايدة حول الانتحار خلال الجائحة. في عام 2019، أبلغ 2.7% من البالغين في كندا عن أفكار انتحارية. وفي ربيع عام 2021خلال ظهور الجائحة، ارتفعت هذه النسبة بشكل ملحوظ إلى 4.2%.